# Христофанова
Христофанова — река (по другим данным — ручей) в Котласском районе Архангельской области, правый приток реки Вонгода. Протекает по территории Шипицынского городского поселения. Длина реки составляет 13 км.
Начинается между истоками рек Берёзовка и Василёва. От истока течёт на северо-восток через берёзовый и елово-берёзовый лес. Устье реки находится в 31 км по правому берегу реки Вонгода на высоте чуть ниже 93 метров над уровнем моря. Населённых пунктов на реке нет.

## Данные водного реестра
По данным государственного водного реестра России относится к Двинско-Печорскому бассейновому округу, водохозяйственный участок реки — Северная Двина от впадения реки Вычегда до впадения реки Вага, речной подбассейн реки — Северная Двина ниже места слияния Вычегды и Малой Северной Двины. Речной бассейн реки — Северная Двина.
Код объекта в государственном водном реестре — 03020300112103000025520.